# پونتیاک کاتالینا
پونتیاک کاتالینا (Pontiac Catalina) خودرویی است که در سال‌های ۱۹۵۰ تا ۱۹۸۱در ایالات متحده آمریکا، اوشاوا و کانادا تولید شده‌است.
این خودرو در کلاس خودرو سایز بزرگ قرار گرفته، طراحی آن خودروهای موتور جلو-محور عقب بوده است.

## نگارخانه

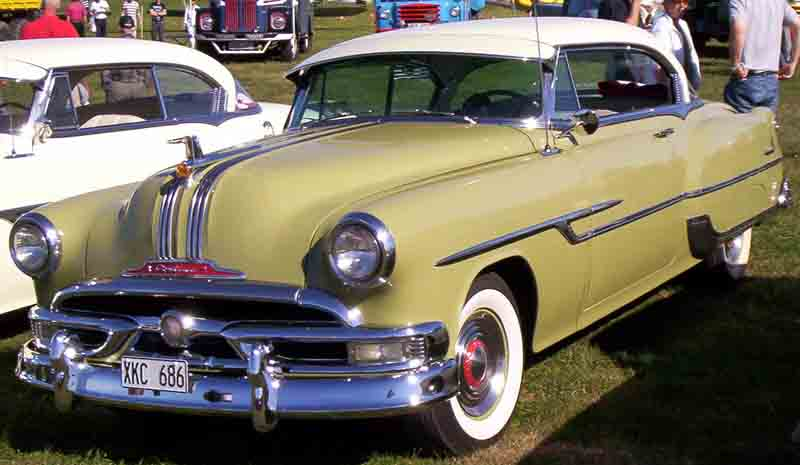
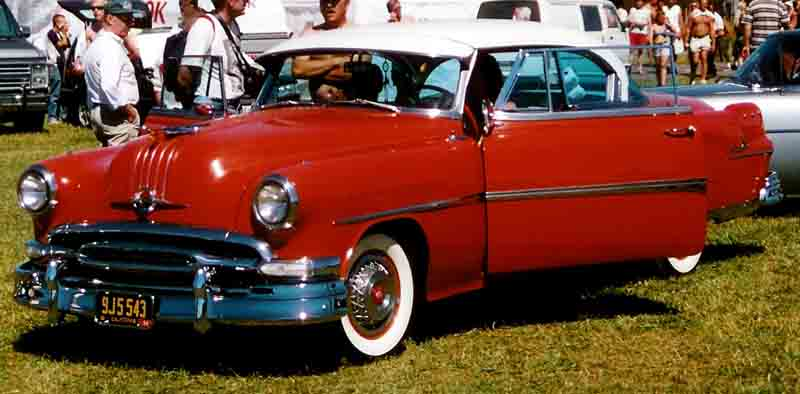